# Agios Kirykos
Agios Kirykos (in greco Άγιος Κήρυκος?) è un ex comune della Grecia nella periferia dell'Egeo Settentrionale appartenente alla unità periferica di Icaria con 3.243 abitanti secondo i dati del censimento 2001.
Il comune è stato soppresso a seguito della riforma amministrativa, detta Programma Callicrate, in vigore dal gennaio 2011 ed è ora compreso nel comune di Icaria.
Apparteneva alla Prefettura di Samo.